# Coccidoctonus dubius
Coccidoctonus dubius är en stekelart som först beskrevs av Girault 1915.  Coccidoctonus dubius ingår i släktet Coccidoctonus och familjen sköldlussteklar. Inga underarter finns listade i Catalogue of Life.